# 40.ª Calle Suroeste
La 40.ª Calle Suroeste o Cuadragésima Calle Suroeste es una calle del cuadrante suroeste de Managua, Nicaragua, que conecta zonas residenciales del barrio San Judas y adyacencias.

## Trazado
Comienza en la intersección con la 18.ª Avenida Suroeste, dentro del barrio San Judas, y se extiende en dirección oeste. Cruza la 23.ª Avenida Suroeste y termina en la confluencia con la 29.ª Avenida Suroeste.

## Longitud aproximada
Según medidas en Google Maps y OpenStreetMap, su trayecto abarca aproximadamente 1 100 metros, es decir, alrededor de 1,1 kilómetros en total.

## Intersecciones principales
- 18.ª Avenida Suroeste – acceso desde San Judas
- 23.ª Avenida Suroeste – vía secundaria interna del barrio
- 29.ª Avenida Suroeste – conexión con circulaciones transversales

## Barrios que atraviesa
- San Judas

## Coordenadas
12°06′52″N 86°16′05″O / 12.11444, -86.26806